# Hausbrunn
Hausbrunn – gmina targowa w Austrii, w kraju związkowym Dolna Austria, w powiecie Mistelbach. Liczy 813 mieszkańców (1 stycznia 2014).